# The Holy City
The Holy City è un cortometraggio muto del 1912 diretto da Étienne Arnaud.
È il film d'esordio dell'attore Robert Frazer.

## Produzione
Prodotto dalla Eclair American

## Distribuzione
La pellicola - un cortometraggio in due bobine - uscì nelle sale cinematografiche USA il 2 luglio 1912, distribuito dall'Universal Film Manufacturing Company.